# Miriñay Río
Miriñay Río är ett vattendrag i Argentina.   Det ligger i provinsen Corrientes, i den nordöstra delen av landet, 500 km norr om huvudstaden Buenos Aires.
Trakten runt Miriñay Río består i huvudsak av gräsmarker. Runt Miriñay Río är det mycket glesbefolkat, med 6 invånare per kvadratkilometer.